# Diecéze Civitavecchia-Tarquinia
Diecéze Civitavecchia-Tarquinia (latinsky Dioecesis Centumcellarum-Tarquiniensis) je římskokatolická diecéze v Itálii, která je součástí církevní oblasti Lazio a je bezprostředně podřízena Sv. Stolci. Katedrálou je kostel sv. Františka z Assisi v Civitavecchia, konkatedrála v Tarquinii je zasvěcena sv. Markétě.

## Stručná historie
- Diecéze Tarquinia je doložena v 5. století, následně ovšem zaniklo město i diecéze, oblast se nejprve dostala pod jurisdikci biskupa v Tuscanii, později biskupa viterbského. V roce 1435 vznikla Diecéze Corneto (zahrnující pouze město Corneto, které vzniklo na místě staré Tarquinie), spojená s diecézí Diecéze Montefiascone.
- Diecéze Civitavecchia (Centumcellae) je historicky doložena již od počátku 4. století, od 11. století byla sjednocena s diecézí Tuscania, a spolu s ní s diecézí viterbskou. Zahájení těžby kamence v okolí Civitavecchia v 15. století toto město významně pozvedlo a znamenalo jeho hospodářský i demografický růst, a proto byla v roce 1825 obnovena diecéze Civitavecchia. Roku 1854 byla aeque principaliter sloučena s diecézí Corneto (oddělené od Montfiascone) a vznikla Diecéze Corneto a Civitavecchia. Corneto následně přijalo staré jméno Tarquinia, což se projevilo i v názvu diecéze.

Od roku 1986, kdy byla provedena úplná unie, nese diecéze současný název. Od roku 2022 je spojena in persona episcopi se Suburbikální diecézí Porto-Santa Rufina.